# Beiers

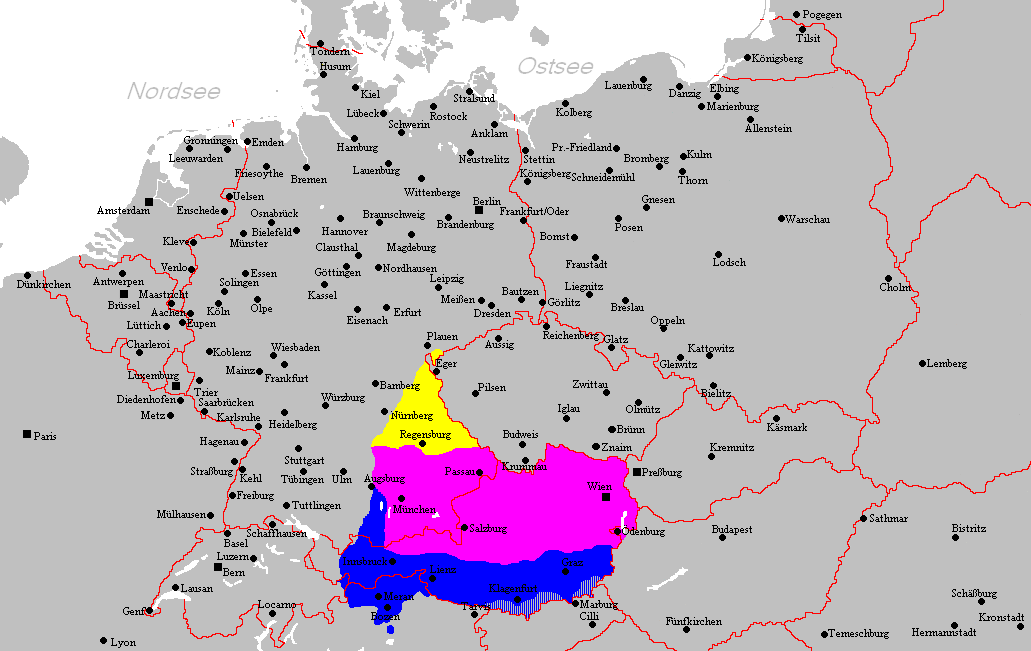
Het Beierse taalgebied: Noord-, Midden- en Zuid-Beiers

Het Beiers (Beiers: Boarisch of Bairisch) is een groep Opperduitse dialecten die gesproken worden in het grootste deel van Beieren, het grootste deel van Oostenrijk, in Zuid-Tirol en in de gemeente Samnaun in Graubünden (Zwitserland). Het aantal sprekers bedraagt ten minste 12 miljoen. In Beieren is het Beiers de spreektaal van de grote meerderheid der autochtone bevolking (ook in grote steden), in Oostenrijk zelfs van iedereen. In Zuid-Tirol weet het Beiers zich sinds de jaren 60 heel goed staande te houden. Tot na de deportatie van Duitsers uit Tsjecho-Slowakije werd in zuidelijk Sudetenland (de Tsjechische grensstrook met Duitsland) ook Beiers gesproken. Meer en meer wordt het Beiers, in navolging van het Alemannisch, als een zelfstandige taal beschouwd.

## Naam en definitie
De term “Beiers” (Boarisch, Bairisch) wordt in het dagelijkse spraakgebruik eenvoudigweg gebruikt om alle dialecten gesproken in de deelstaat Beieren aan te duiden. Een dialectspreker in Beieren meent dus altijd dat hij Beiers spreekt. Oostenrijkers en Zuid-Tirolers noemen hun eigen dialect praktisch nooit Beiers, maar spreken van Oostenrijks resp. Zuid-Tirols of noemen hun taal gewoon naar hun eigen regio of plaats.
Taalkundig gezien is de hierboven gegeven definitie echter juister. In Beieren moeten de dialecten van het noorden en westen van de deelstaat als niet-Beiers worden gezien: de noordelijke dialecten behoren tot het Oost-Frankisch, de zuidwestelijke tot het Zwabisch, dat een deelgroep van het Alemannisch is. Ook de dialecten gesproken in Vorarlberg, het westen van Oostenrijk, zijn Alemannisch. Uiteraard is er met beide talen een dialectcontinuüm, wat het trekken van een grens bemoeilijkt. Om de taalkundige en staatkundige begrippen van Beiers te onderscheiden schrijft men in Duitsland voor het eerste de term Bairisch en voor het tweede de term Bayerisch voor.
De naam is afgeleid van het volk de Beieren, dat zich na de Grote Volksverhuizing in het bewuste gebied vestigde. In essentie was hun taal de voorloper van het huidige Beiers, al zijn de meeste kenmerken in de taal extern of intern van latere datum.

## Kenmerken
Het Beiers onderscheidt zich door de verzachting van de stemloze plofklanken p, t en k in de anlaut: Duits packen ‘pakken’, Tafel ‘paneel’, Tag ‘dag’ en knocken ‘nokken’ stemmen overeen met Beiers baggà, Dā̀fl, Dåg en gnoggà. De omringende streektalen hebben die eigenaardigheid niet. Verder heeft het Beiers veel van de Middelhoogduitse diftongen behouden, en tegelijkertijd de oude lange monoftongen wel gediftongeerd. Het gevolg is dat het Beiers een zeer groot aantal diftongen kent: niet minder dan tien. Een spreker van andere Duitse dialecten herkent de Beier zeker ook aan het verkleiningsachtervoegsel -(a)l of -erl, tegenover het Alemannische le of -li, het Zuid-Frankische -lein en het niet-verwante Hoogduitse -chen.
Verkleinwoorden krijgen in het Beiers overigens geen umlaut, evenmin als de tweede en derde persoon enkelvoud tegenwoordige tijd van sterke werkwoorden (dit alles in tegenstelling tot het Duits).
Een overblijfsel uit de tijd van de Grote Volksverhuizing is het Alemannisch-Beierse persoonlijk voornaamwoord enk ‘jullie’ (accusatief-datief) in plaats van Duits euch voor de tweede persoon meervoud voorwerpsvorm. Dit gaat nog terug op de oude Germaanse accusatief tweevoud: het betekende dus oorspronkelijk ‘jullie twee’. Dit treft men in vrijwel het hele Beierse taalgebied aan; alleen in en rond München zegt men eich.

## Dialecten

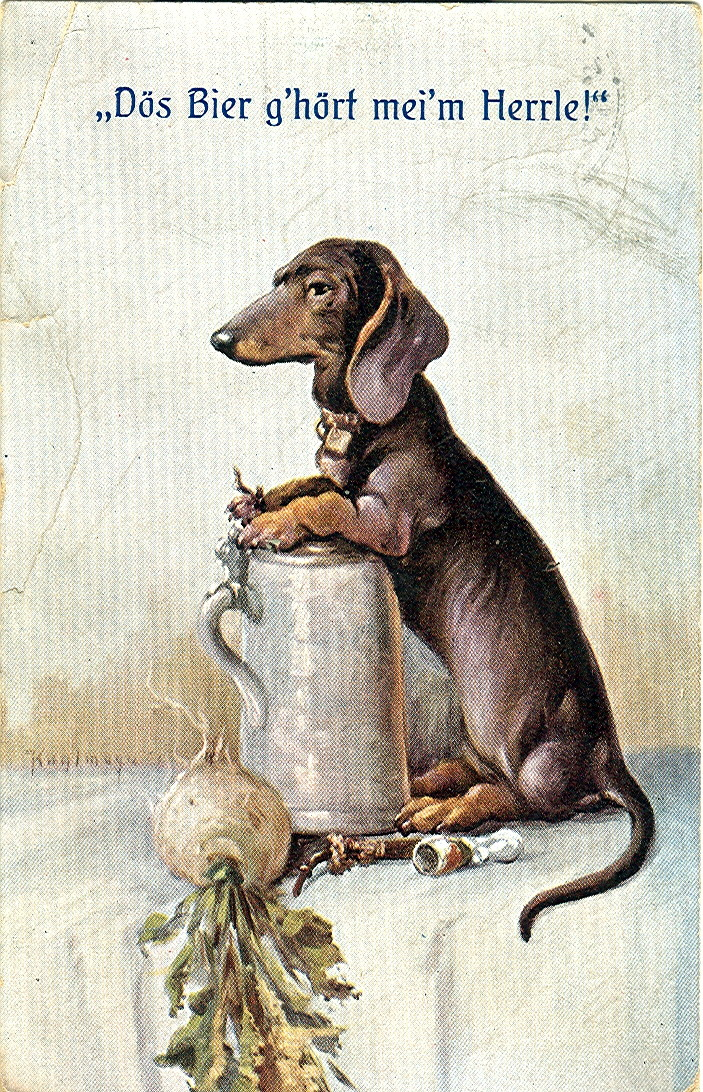
Vrij vertaald: Dit bier is van mijn baasje

Het Beiers wordt nog in drie of vier kleinere streektalen onderverdeeld: het Noord-Beiers (Oberpfalz), het Midden-Beiers (Niederbayern, Oberbayern, Neder- en Opper-Oostenrijk, Wenen) en het Zuid-Beiers (Tirol, Zuid-Tirol, Karinthië). Het Midden-Beiers wordt dan weer verdeeld in het West-Midden-Beiers, met München als kern en het Oost-Midden-Beiers, met het Weens als grootste dialect.
Het Noord-Beiers onderscheidt zich met name door één typische diftong: de ou, waar de andere dialecten ua hebben (vgl. Bambergs Broùda, Münchens Bruàda, tegenover Hoogduits Bruder ‘broer’). Verder staat het lexicografisch duidelijk dichter bij het Hoogduits. Naar het noorden toe gaan de dialecten langzaamaan over in het Oostopperfrankisch, de dialectgroep die het dichtst bij de Duitse standaardtaal staat.
Het Midden-Beiers is voor de meesten het meest representatieve Beiers; het heeft ook het grootste verspreidingsgebied. De verzachting van harde beginconsonanten wordt hier het consequentst doorgevoerd. Het Midden-Beiers heeft ook een hoger prestige dan de andere hoofddialecten. De grens tussen het West- en Oost-Midden-Beiers trekt men bij de grens tussen de diftong oa in het westen en aa in het oosten waar het Duits ei heeft.
Het Zuid-Beiers is de taal van het hooggebergte en onderscheidt zich vooral door een groot aantal kleine klankverschillen, zoals y in plaats van i op plaatsen waar de l verdwenen is en het intact laten van de uitgang -er waar deze in de overige Beierse en veel andere Duitse dialecten in -a verandert. In Tirol breekt bij de k [kʰ] een aspiratie door; een voorbode voor de Hoogalemannische Ch- [x] die men tientallen kilometers ten westen ervan aantreft. Een en ander zorgt ervoor dat het Münchense Kinda ‘kinderen’ in het Innsbrucks Kchinder [kx] wordt.

## Oostenrijkse variant
Doordat Oostenrijk onderdeel was van het keizerrijk en de latere dubbelmonarchie kom je in Oostenrijk woorden tegen die uit de andere monarchielanden afkomstig zijn of uit het Jiddisch.
Zo spreekt men over Karfiol (in plaats van Blumenkohl), Palatschinken (in plaats van Pfannkuchen), Paradeiser (in plaats van Tomaten) of Powidl (in plaats van Pflaumenmus). Een typisch Jiddisch woord is Habberer wat vriend betekent.
Na de toetreding tot de EU is Oostenrijk zich hier meer van bewust geworden en er wordt in diverse media actief op het gebruik van de Oostenrijkse woorden gewezen.
In Oostenrijk en Zuid-Tirol geldt het Österreichische Wörterbuch als standaard.
De laatste tijd is er ook literatuur over het Oostenrijkse Duits verschenen:
- Österreichisches Wörterbuch (Österreichischer Bundesverlag, 41ste druk 2007)
- Österreichisches Deutsch und andere nationale Varietäten plurizentrischer Sprachen in Europa. (Muhr - Schrodt, Wenen 1997, Materialien und Handbücher zum österreichischen Deutsch und zu Deutsch als Fremdsprache 3)
- Das österreichische Deutsch (Dr. Robert Sedlaczek, Uitgeverij C. Ueberreuter, 2004)
- Der Status des Österreichischen Deutsch an nicht-deutschsprachigen Universitäten. Eine empirische Untersuchung (Jutta Ransmayr, Peter Lang Verlagsgruppe, Frankfurt am Main, 2006)